# Pannaria immixta
Pannaria immixta är en lavart som beskrevs av Nyl. Pannaria immixta ingår i släktet Pannaria och familjen Pannariaceae.   Inga underarter finns listade i Catalogue of Life.